# Genaro Ledesma
Genaro Alfonso Ledesma Izquieta (Cajabamba, 19 de septiembre de 1931 - Lima, 1 de abril del 2018) fue un abogado laboralista, escritor, poeta, periodista y político peruano. Líder histórico de la izquierda peruana, fue senador de la república durante 2 periodos y diputado de la Asamblea Constituyente de 1978. Fue también diputado y alcalde de la provincia de Pasco desde 1958 hasta 1960.

## Biografía
Nació en la ciudad de Cajabamba, ubicado en Cajamarca, el 19 de septiembre de 1931.
Realizó sus estudios primarios en el Colegio N.º 111 y los secundarios en el Colegio Nacional José Gálvez de Cajabamba. Estudió luego la carrera de Derecho en la Universidad Nacional de Trujillo. Durante esta época, Ledesma fundó y presidió el Centro Federado de Periodistas de Trujillo (1953-1955).
Graduado de bachiller en educación, se trasladó a Cerro de Pasco, ciudad de la sierra central peruana situada a 4.500 m s. n. m., donde laboró como profesor de educación primaria, en la sección nocturna del Colegio Daniel Alcides Carrión. Fue en esa zona donde, contemplando de cerca la pobreza y el sufrimiento de los mineros, inició su intensa vida política que lo llevaría a conocer la prisión y el destierro.

## Trayectoria política

### Alcalde de Pasco
En 1958, Ledesma fue nombrado como alcalde de la ciudad de Cerro de Pasco.
Durante la represión policial del 1 al 2 de mayo de 1960, en la que murieron varios campesinos, entre ellos, Alfonso Rivera, presidente de la comunidad de Rancas, Ledesma fue tomado preso y enviado a la colonia penal de «El Sepa», en la selva, donde estuvo por algún tiempo.
En 1962, al producirse el golpe militar del general Ricardo Pérez Godoy, nuevamente fue apresado, siendo confinado esta vez en la isla de El Frontón, célebre centro de reclusión situado frente al Callao. 

### Diputado por Pasco
Mientras continuaba encarcelado, los obreros y campesinos de Cerro de Pasco lo inscribieron como candidato a la Cámara de Diputados para las elecciones generales de 1963. En dichas elecciones, Ledesma fue elegido Diputado de la República en representación de Pasco por la Lista Independiente Obrero-Campesina para el periodo parlamentario 1963-1968.
El secretario del Jurado Nacional de Elecciones tuvo que entregarle en la prisión sus credenciales de diputado. Solo así Ledesma pudo abandonar su presidio insular. Por entonces ejerció también como representante legal de las comunidades campesinas en sus disputas legales por las tierras, en plena efervescencia social, uno de cuyos máximos reclamos era la implementación de la reforma agraria.
En octubre de 1968, su cargo parlamentario fue interrumpido tras el golpe de Estado generado por el general Juan Velasco Alvarado.

### Exilio
En 1976, durante el gobierno militar del general Francisco Morales Bermúdez, Ledesma fue una vez más apresado, pero esta vez se le envió deportado a la Provincia argentina de Jujuy, donde, según cuenta el mismo Ledesma, estuvo a punto de ser arrojado al mar por la dictadura de Jorge Rafael Videla. 

## Regreso a la política

### Diputado Constituyente
Para las elecciones constituyentes de 1978, Ledesma participó como candidato a la Asamblea Constituyente por el Frente Obrero Campesino Estudiantil y Popular junto a otros candidatos como Hugo Blanco y Enrique Fernández Chacón. Luego de los resultados, Ledesma fue elegido Diputado Constituyente, siendo el más votado de la izquierda con 76,377 votos junto a Hugo Blanco, para el periodo 1978-1980.
El FOCEP obtuvo 433,413 votos, que le dieron 12 curules, constituyéndose así en la tercera fuerza política de la Asamblea, después del Partido Aprista Peruano y del Partido Popular Cristiano. Instalada la Asamblea el 28 de julio de 1978, fue presidida por el histórico líder aprista Víctor Raúl Haya de la Torre, quien denominó a Ledesma como «líder de las izquierdas». Durante su labor, Ledesma fue uno de los miembros de la Comisión Principal de redacción de la Constitución de 1979.

### Senador de la República
Para las elecciones generales de 1980, Genaro Ledesma postuló a la presidencia de la república por el Frente Obrero Campesino Estudiantil y Popular, así como al Senado de la República. Su plancha presidencial estuvo conformada por el novelista Manuel Scorza y la abogada Laura Caller, sin embargo, no tuvo éxito tras el segundo triunfo de Fernando Belaúnde Terry y solo logró ser elegido como senador para el periodo parlamentario 1980-1985.
Posteriormente, el FOCEP decide integrar la coalición Izquierda Unida liderada por el histórico Alfonso Barrantes, quien luego sería el candidato presidencial para las elecciones generales de 1985. Ledesma postuló a la reelección como senador y logró tener éxito, obteniendo 29,662 votos, para el periodo 1985-1990.
Luego de terminar su gestión, intentó nuevamente su reelección por Izquierda Unida en las elecciones de 1990, sin embargo, no resultó reelegido. Ledesma trabajó arduamente por consolidar la unidad de la izquierda peruana, que a la postre se volvió a fraccionar.
Durante el gobierno de Alberto Fujimori, Ledesma fue parte de la oposición y realizó una denuncia contra Nicolás Hermoza Ríos por el caso del Grupo Colina. Participó nuevamente como candidato al Congreso de la República por Izquierda Unida en las elecciones parlamentarias de 1995 sin éxito.
Ante la desaparición de Izquierda Unida, Ledesma se afilia al Frente Popular Agrícola del Perú (FREPAP) y postula nuevamente al Congreso de la República por Pasco en el año 2001. Fue también miembro del Movimiento Nueva Izquierda.
En las elecciones generales del año 2011, Ledesma reaparece en el ámbito político como miembro del partido Democracia Directa y postuló sin éxito al Parlamento Andino, siendo esta su última participación en el ámbito político.

## Fallecimiento
El 1 de abril del 2018, Genaro Ledesma falleció a los 86 años tras estar internado en el Hospital “Edgardo Rebagliati”. Sus restos fueron velados en la Casona de la Universidad Nacional Mayor de San Marcos y posteriormente fue homenajeado por el Congreso de la República, donde asistieron parlamentarios de diferentes bancadas.

## Obras literarias

### Poesía
- El rostro de la tierra en el espejo (1958) (Poemas juveniles)
- Soy el que levanta la insignia de tu sombra (1988).
- Versos peruanos para Corea (1993)
- He de extraerte la ausencia (1996)
- Padre nuestro que estás en la CGTP (1999)
- Dialéctica de los zorzales (2006)
- Poética de la Política (2007)

### Novelas
- Las pulgas del juicio final (Centromín, Lima, 1997).
- Dos mil años de viaje del Señor de Sipán (2000, novela premiada)
- Almita de César Vallejo, ¡Ayúdame! (2004)
- Chumbeque
- Cordillera del Cóndor
- El parto de Gloriabamba (2004), una de sus obras maestras que causaron gran aceptación y revuelo, tanto a nivel local como internacional.

### Cuentos
- La culebra y otros cuentos (1972)
- Cuentos de carne y hueso (1982)
- La conquista del Ibero-Suyo (1994)
- El cajamarquino feo y la preciosa cusqueña (1998)

### Otras obras
- Complot (1965), escrito durante su encierro en El Frontón (1962-1963).